# Terre de Grinnell
La Terre de Grinnell est la partie centrale de l'île d'Ellesmere dans le Nord du Nunavut au Canada.

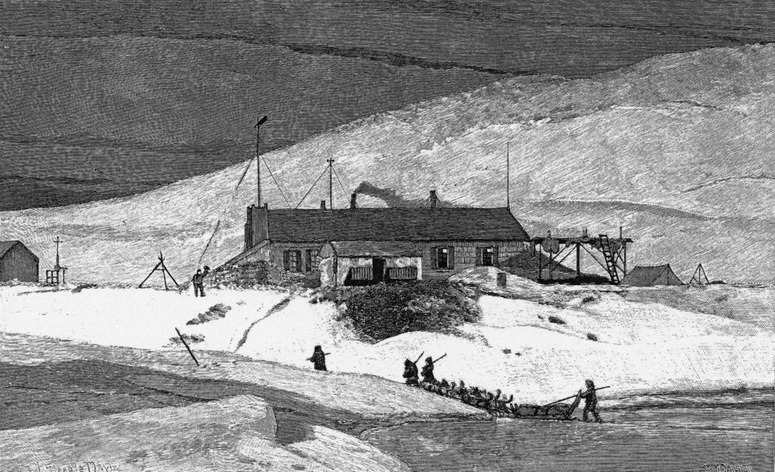
Fort Conger en Terre de Grinnell, 20 mai 1883

## Histoire
Elle a été découverte par Edwin De Haven en septembre 1850 puis explorée par Isaac Israel Hayes en 1854 et a été nommée en l'honneur du magnat et organisateur d'expéditions arctiques Henry Grinnell.